# San Martín (Cesar)
San Martin je naselje u kolumbijskom departmanu Cesar. Naselje na nadmorskoj visini od 119m, ima ukupno 18068 stanovnika, na području od 789km2.